# Feras Esmaeel
Feras Esmaeel (en árabe: فراس إسماعيل‎; Damasco, Siria, 3 de enero de 1983) es un exfutbolista de Siria que jugaba en la posición de centrocampista.

## Carrera

### Club
| Periodo   | Club             |
| --------- | ---------------- |
| 2003–2005 | Al-Jaish Damasco |
| 2005–2006 | Qardaha SC       |
| 2006–2009 | Al Karamah FC    |
| 2009–2011 | Al-Jaish Damasco |
| 2011–2013 | Zakho FC         |
| 2013–2014 | Al-Masafi        |
| 2014–2016 | FC Nart Sukhum   |

### Selección nacional
Jugó para Siria en 81 ocasiones de 2003 a 2016 y anotó seis goles; participó en la Copa Asiática 2011. También representó a Abjasia en tres ocasiones en 2016.

## Logros
- Liga Premier de Siria (4): 2007, 2008, 2009, 2010
- Copa de Siria (4): 2004, 2007, 2008, 2009
- Supercopa de Siria (1): 2008
- Copa AFC (1): 2004